# Ludwik Sohn
Louis B. Sohn znany także jako Ludwik Bruno Sohn (ur. 1 marca 1914 we Lwowie jako Ludwig Bruno Sohn, zm. 7 czerwca 2006 w Falls Church) – polsko-amerykański prawnik i wykładowca pochodzenia żydowskiego. Uznawany za jeden z najważniejszych autorytetów prawa międzynarodowego XX wieku. Nominowany do Pokojowej Nagrody Nobla w 1959, 1961, 1962, 1963 oraz 1966.

## Życiorys
Urodził się we Lwowie ówcześnie znajdującym się na terenie Austro-Węgier (współcześnie na terenie Ukrainy) 1 marca 1914 roku w rodzinie lekarzy Izaaka Sohna i Fredericki Heschels. Przebywał na terenie Lwowa w czasie istnienia Zachodnioukraińskiej Republiki Ludowej i walk o Lwów. Ukończył studia prawnicze na Uniwersytecie Jana Kazimierza (obecnie Uniwersytet Lwowski); w 1935 roku uzyskał stopień doktora, przygotowując rozprawę pod kierunkiem profesora Kazimierza Przybyłowskiego. Ukończył również studium dyplomatyczne. Po ukończeniu studiów prowadził badania na Uniwersytecie Lwowskim i publikował na łamach czasopism prawniczych; na kilka tygodni przed wybuchem II wojny światowej wyjechał z Polski do USA na zaproszenie profesora Uniwersytetu Harvarda. W 1943 roku otrzymał obywatelstwo amerykańskie. W USA kształcił się na Uniwersytecie Harvarda, gdzie uzyskał tytuł magistra, a następnie doktora. W 1945 roku uczestniczył w konferencji w San Francisco jako członek delegacji amerykańskiej. Brał udział w opracowywaniu statutu Międzynarodowego Trybunału Sprawiedliwości.
W latach 1961–1981 wykładał prawo na Harvard Law School, a w latach 1981–1991 prawo międzynarodowe na University of Georgia. Był przewodniczącym amerykańskiej delegacji negocjującej tekst Konwencji Narodów Zjednoczonych o prawie morza. Pełnił funkcję doradcy Departamentu Stanu USA w administracji prezydenta Richarda Nixona. W latach 1988–1990 był przewodniczącym Amerykańskiego Towarzystwa Prawa Międzynarodowego. Doradzał agencjom ONZ.
Zajmował się m.in. obroną praw człowieka, zapobieganiem handlu ludźmi oraz działaniami na rzecz pokoju i bezpieczeństwa na świecie. Współautor koncepcji międzynarodowych praw człowieka i porozumień rozbrojeniowych. Wiele spośród pism prawniczych z kolekcji Sohna znajduje się w Bibliotece Stosunków Międzynarodowych im. Louisa Sohna, filii Alexander Campbell King Law Library w Centrum Prawa Międzynarodowego Deana Ruska.
Jest współautorem książki World Peace Through World Law, w której proponował utworzenie rządu światowego, przydzielenie głosów w Zgromadzeniu Ogólnym ONZ na podstawie populacji państw członkowskich, rozbrojenie, wykorzystanie międzynarodowych trybunałów w sporach, rozwiązanie armii i wprowadzenie międzynarodowych sił policyjnych.

## Wyróżnienia i upamiętnienie
- Był siedmiokrotnie nominowany do Pokojowej Nagrody Nobla w 1959 roku, dwadzieścia trzy razy w 1961, siedmiokrotnie w 1962, siedmiokrotnie w 1963 i dwukrotnie w 1966[15].
- Na budynku na ulicy Hnatiuka (dawniej ulica Jagiellońska) we Lwowie, w którym mieszkał Sohn zamontowano tablice pamiątkową[16].
- Po śmierci Sohna sekretarz generalny ONZ Kofi Annan wydał oświadczenie, w którym nazwał Sohna „głosem rozsądku i źródłem mądrości” oraz podkreślił jego wiarę w znaczenie ONZ i rządów prawa w rozstrzyganiu sporów międzynarodowych[17].
- United Nations Association of the National Capital Area przyznaje od 1997 roku Nagrodę Praw Człowieka im. Louisa B. Sohna. Sam Sohn był pierwszą osobą nią wyróżnioną[18].